# Dizabilitate

Simbolul Internațional de Acces

Simboluri dizabilitate

Dizabilitatea reprezintă experiența oricărei afecțiuni care îngreunează o persoană să desfășoare anumite activități sau să aibă acces echitabil într-o anumită societate. Dizabilitățile pot fi cognitive, de dezvoltare, intelectuale, mentale, fizice, senzoriale sau o combinație de factori multipli. Dizabilitățile pot fi prezente încă de la naștere sau pot fi dobândite în timpul vieții unei persoane. Din punct de vedere istoric, dizabilitățile au fost recunoscute doar pe baza unui set restrâns de criterii – cu toate acestea, dizabilitățile nu sunt binare și pot prezenta caracteristici unice în funcție de individ. Un handicap poate fi ușor vizibil sau invizibil în natură.
Convenția Națiunilor Unite cu privire la drepturile persoanelor cu dizabilități definește dizabilitatea ca:
deficiențe fizice, mentale, intelectuale sau senzoriale de lungă durată care, în interacțiune cu diferite bariere, pot împiedica participarea deplină și efectivă [a unei persoane] în societate, în condiții de egalitate cu ceilalți.

## Istoric
În Grecia antică, indiferent de sex, vârstă sau rang, cetățenii care diformități erau în mare măsură cunoscuți, acceptați și integrați sub diferite aspecte în societate. Acest lucru este ilustrat în Corpusul Hipocratic, o colecție de tratate scrise de medici la sfârșitul secolelor al V-lea și al IV-lea î.Hr. cu rol de manual practic. Prin urmare, oferă o descriere mai precisă a modului în care grecii au tratat persoanele cu dizabilități. De exemplu, multe dintre tratate descriu condițiile și tratamentele pentru sugarii cu anomalii sau deficiențe congenitale, cum ar fi afecțiunile brațului sau a piciorului.
Bărbații greci cu dizabilități sau infirmități fizice erau în general scutiți de campanii și bătălii militare.
În Memorabilia, Xenophon sugerează că bărbații cu slăbiciune corporală sau boală erau considerați datorii în luptă. În plus, în timpul bătăliei de la Termopile, regele și comandantul spartan Leonidas i-au scuzat pe Eurytus și Aristodemus de la luptă, deoarece ambii sufereau de o boală oculară severă, demonstrând că oamenii nepotriviți pentru război nu erau forțați să participe.

## Teorie
La fel ca multe categorii sociale, conceptul de „dizabilitate” este supus unor discuții intense în mediul academic, în mediul medical și juridic și în comunitatea persoanelor cu dizabilități.

### Studii de dizabilitate
Disciplina academică axată pe teoretizarea dizabilității este reprezentată de studiile despre dizabilități, care s-a dezvoltat de la sfârșitul secolului XX. Domeniul investighează construcțiile trecute, prezente și viitoare ale dizabilității, împreună cu avansarea punctului de vedere conform căruia dizabilitatea este o identitate socială complexă din care putem obține cu toții o perspectivă. După cum spune cercetătoarea în domeniul dizabilităților Claire Mullaney „În cea mai mare măsură, studiile despre dizabilități încurajează oamenii de știință să prețuiască dizabilitățile ca pe o formă de diferență culturală”. Oamenii de știință din domeniu se concentrează pe o serie de subiecte legate de dizabilități, cum ar fi etica, politica și legislația, istoria, arta comunității cu dizabilități și multe altele. Savanți remarcabili din domeniu includ Marta Russell, Robert McRuer, Johanna Hedva, Laura Hershey, Irving Zolași mulți alții. Lennard J. Davis, cercetător proeminent în domeniul dizabilității, observă că studiile privind dizabilitățile nu ar trebui să fie considerate o nișă sau o disciplină specializată, ci sunt aplicabile într-o gamă largă de domenii și subiecte.

## Conotații căpătate în timp
În secolul 18 cuvântul “handicap” începe să fie aplicat și la cursele cu cai.
Deplasarea semantică a handicapului de la semnificația primară de “joc de noroc” la semnificația secundară aplicabilă la cursele de cai s-a realizat deoarece în ambele situații avea loc o evaluare comparativă a “obiectelor” aflate în competiție. În primul caz, al obiectelor personale iar în cel de-al doilea, a cailor. Prin “cursă cu handicap” se înțelegea acea cursă în care șansele inegale ale cailor erau, în principiu, egalizate prin obligația cailor mai buni de a purta o greutate în plus, în funcție de performanțele anterioare deja confirmate.
Extensia conținutului semantic al handicapului continuă, de data aceasta cuprinzând oamenii. S-a trecut de la limitarea capacităților cailor la limitarea capacităților oamenilor, apoi de la limitarea capacităților umane la consecințele acestor limitări.
Handicapul, indiferent de ce tip este (fizic sau mental) reprezintă o sursă de stigmatizare. Cei care suferă din cauza lui, se confruntă atât cu boala propriu-zisă cat și cu practici discriminatorii.

## Epidemiologie
În anul 2004, în România existau peste 414.000 de persoane cu dizabilități.

## Convenția Națiunilor Unite privind drepturile persoanelor cu dizabilități
Convenția Națiunilor Unite privind drepturile persoanelor cu dizabilități a fost publicată în Monitorul Oficial al României (Partea I, nr.
792 din 26 noiembrie 2010) și a intrat în vigoare.
Convenția obligă părțile să se asigure că persoanele cu handicap își pot exercita drepturile pe deplin, în condiții de egalitate cu toți ceilalți cetățeni.

## Cultura dizabilității

### Sport

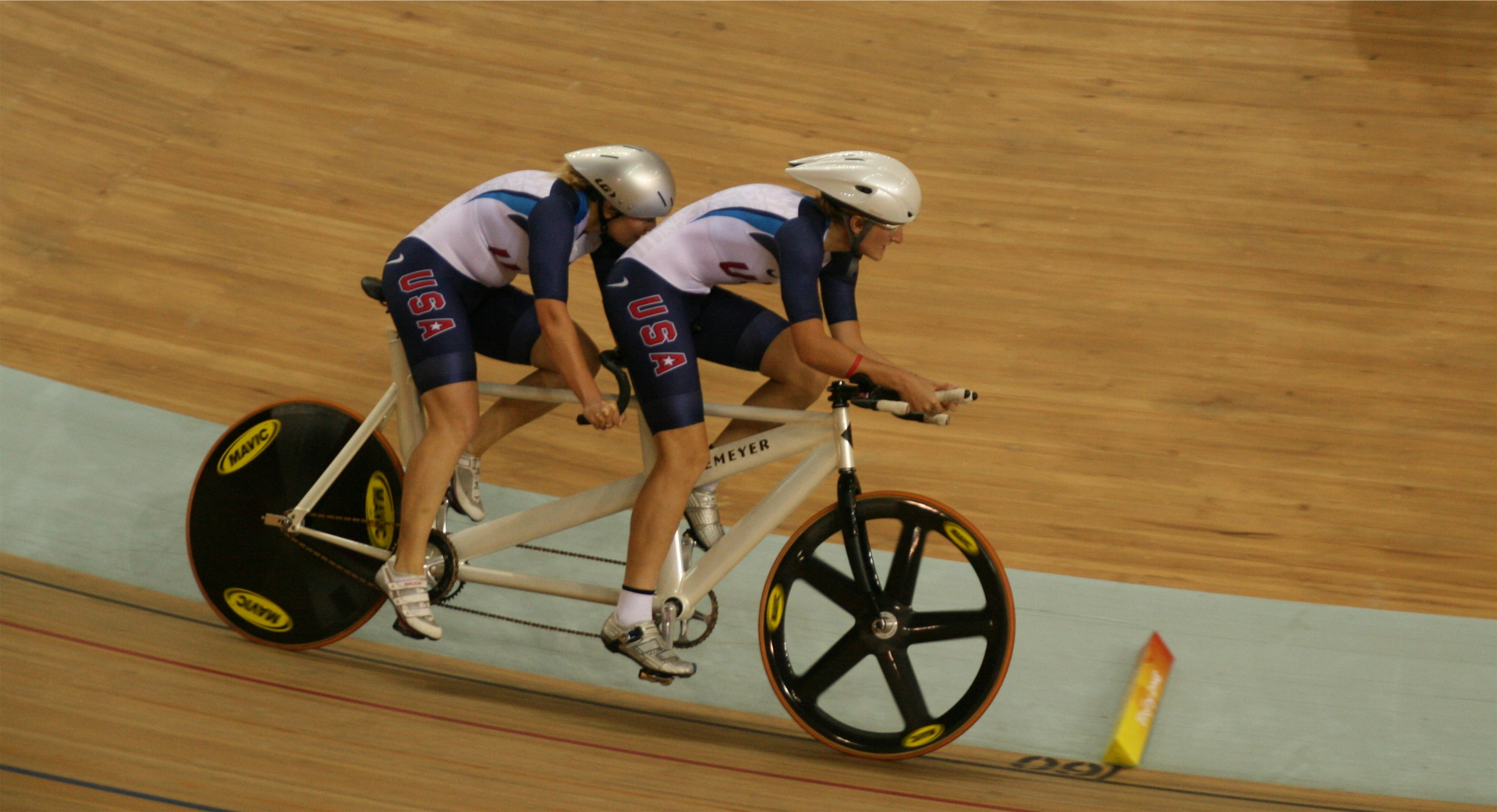
Ciclism: Karissa Whitsell și Mackenzie Woodring(pilot) din Statele Unite, concurează la Beijing 2008

Jocurile Paralimpice sunt jocurile persoanelor pentru dizabilități similar fiind „Jocurile Olimpice”.Acestea de obicei au loc după Jocurile Olimpice (de vară și de iarnă). Jocurile Paralimpice includ sportivi cu o gamă largă de dizabilități fizice.
Jocurile Paralimpice s-au dezvoltat dintr-un program de reabilitare pentru veteranii britanici de război cu leziuni ale coloanei vertebrale. În 1948, Sir Ludwig Guttman, un neurolog care lucra cu veteranii celui de-al Doilea Război Mondial cu leziuni ale coloanei vertebrale la Spitalul Stoke Mandeville din Aylesbury, Marea Britanie, a început să folosească sportul ca parte a programelor de reabilitare ale pacienților săi.

## Demografie
Estimările numărului de persoane cu dizabilități la nivel mondial și la nivel național sunt problematice. În ciuda abordărilor diferite adoptate pentru definirea dizabilității, demografii sunt de acord că populația mondială de persoane cu dizabilități este foarte mare. De exemplu, în 2012, Organizația Mondială a Sănătății a estimat o populație mondială de 6,5 miliarde de oameni. Dintre aceștia, aproape 650 de milioane de persoane, sau 10%, au fost estimate a fi cu dizabilități moderate sau severe. În 2018, Organizația Internațională a Muncii a estimat că aproximativ un miliard de oameni, o șapte din populația lumii, aveau dizabilități, 80% dintre ei în țările în curs de dezvoltare și 80% în vârstă de muncă. Excluderea persoanelor cu dizabilități din forța de muncă a fost considerată a costa până la 7% din produsul intern brut.